# Azeez Ojulari
Azeez Ojulari (Austell, 16 giugno 2000) è un giocatore di football americano statunitense che milita nel ruolo di linebacker per i New York Giants della National Football League (NFL).

## Scuole superiori
Ojulari frequentò la Marietta High School di Marietta, in Georgia. Da senior fece registrare 118 tackle e 11 sack prima di subire uno strappo al legamento del crociato anteriore, che pose fine alla sua stagione. Fu selezionato per l'All-American Bowl dell'esercito americano del 2018.

## Carriera universitaria
Dopo essersi ripreso dall'infortunio, Ojulari scese in campo in due partite al suo primo anno in Georgia nel 2018, passando la sua annata come redshirt, poteva cioè allenarsi con la squadra ma non scendere in campo. Nel 2019 disputò tutte le 14 partite, totalizzando 36 tackle e 5,5 sack. Nel 2020 fu nuovamente titolare.

## Carriera professionistica
Ojulari fu scelto nel corso del secondo giro (50º assoluto) del Draft NFL 2021 dai New York Giants. Debuttò come professionista nella gara del primo turno contro i Denver Broncos mettendo a segno 3 tackle e un sack. La sua stagione da rookie si concluse con 48 tackle e 8 sack disputando tutte le 17 partite, di cui 13 come titolare.
Il 22 ottobre 2022 Ojulari fu inserito in lista infortunati. Il 3 dicembre tornò nel roster attivo. Concluse la sua seconda annata con 5,5 sack, secondo della squadra dietro al nose tackle Dexter Lawrence.
Nel sesto turno della stagione 2024 mise a segno due sack su Joe Burrow nella sconfitta contro i Cincinnati Bengals.

## Vita privata
Ojulari è il fratello di maggiore B.J. degli Arizona Cardinals.